# SMS Árpád
SMS Árpád (нем. Его Величества Корабль «Арпад») — австро-венгерский броненосец-додредноут типа «Габсбург». Участвовал в Первой мировой войне в составе ВМС Австро-Венгрии, сопровождал немецкие корабли «Гёбен» и «Бреслау» во время их прорыва в Средиземноморье. После войны в качестве трофея был передан британцам, в 1921 году разобран на металл.

## Конструкция
Корабль «Арпад» являлся вторым в хронологическом порядке из броненосцев типа «Габсбург». Он был заложен 10 июня 1899 года на верфях компании «Стабилименто Технико Триестино» в Триесте. Спустя два года он был спущен на воду 11 сентября 1901 года. После завершения отделочных работ корабль был официально принят в состав ВМС Австро-Венгрии 15 июня 1903 года.
В размерах «Арпад» имел следующие показатели: 113,11 м длина по КВЛ и 114,55 м максимальная длина, ширина 19,8 м и осадка 7,5 м, надводный борт 5,8 на 5,5 м; водоизмещение от 8364 т до 8888 т; экипаж в составе 638 человек. Двигателями являлись 4-цилиндровые вертикальные паровые машины, поддерживавшиеся 16 котлами системы Бельвиля. Мощность достигала до 14307 л. с. и давала скорость в 19,65 узла.
Корпус корабля изготавливался из продольных и поперечных стальных элементов, поверх которых накладывались внешние пластины корпуса. Корпус включал в себя двойное дно, длина которого достигала до 63 % от длины судна. Серия водонепроницаемых переборок также ставилась от киля до орудийной палубы. Всего было 174 водонепроницаемых отсека на корабле. У броненосца была метацентрическая высота, колебавшаяся в размерах от 0,82 м до 1,02 м. Балансировочные кили ставились на всех сторонах корпуса для уменьшения качки. Верхняя палуба делалась из дерева и покрывалась линолеумом или кортицином.
Главным калибром «Арпада» являлись три 240-мм орудия C97 Krupp с длиной ствола 40 калибров (два орудия в носовой башне, третье — в кормовой). Скорострельность главного калибра: 3—4 бронебойных снаряда массой 215 кг в минуту. Средним калибром являлись 150-мм пушки SK L/40, расположенные в казематах и стрелявшие со скоростью 4-5 снарядов в минуту. Корабль был забронирован плитами из хромо-никелевой стали и хорошо защищён: максимальная толщина брони доходила до 180—220 мм.

## Служба

### Мирное время
В середине 1903 года «Арпад» принял боевое крещение, поучаствовав с головным кораблём «Габсбургом» в учениях. Летом 1904 года к ним присоединился и «Бабенберг», третий броненосец данного типа. В ходе учений в том же году в ходе военной игры броненосцы в составе 1-й дивизии участвовали в бою с броненосцами типа «Монарх». В манёврах также участвовали две эскадры новых кораблей ВМС Австро-Венгрии. «Габсбург», «Арпад» и «Бабенберг» участвовали также в 1903—1904 годах в учебном плавании.
После вступления в состав флота броненосцев типа «Эрцгерцог Карл» корабли были переведены в состав 2-й дивизии. С 1910 по 1911 «Арпад» прошёл процесс модернизации, который ранее проходил и на «Габсбурге»: несколько верхних палуб были убраны для снижения массы и веса. Все три броненосца после ремонта переквалифицировались в броненосцы береговой обороны.

### В войне
В начале Первой мировой войны «Арпад» возглавлял 4-ю дивизию боевых кораблей ВМС Австро-Венгрии, в которую позднее вступили и линкоры типа «Вирибус Унитис». С 28 июля по 10 августа 1914 «Арпад» при поддержке «Габсбурга» и «Бабенберга» был задействован в прикрытии немецких кораблей «Гёбен» и «Бреслау», которые прорывались через Мессинский залив и отбивались от нападений англичан. После удачного прорыва в Турцию австрийские суда вернулись на базы (флот продвинулся до Бриндизи).
После вступления Италии в войну на стороне Антанты флот Австро-Венгрии начал обстреливать порты Италии. В мае 1915 года «Арпад» принял участие в своей первой и единственной операции — обстреле Анконы. После бомбардировки «Арпад» из-за дефицита топлива был выведен из состава флота и вернулся в гавань, в которой фактически превратился в плавучую батарею. К концу войны его экипаж перевели на подлодки и авиацию, а после её окончания в качестве трофея «Арпад» был передан британцам, которые продали его Италии. В 1921 году корабль был разобран на металл.